# Marijan Beneš
Marijan Beneš (serbisch-kyrillisch Маријан Бенеш; * 11. Juni 1951 in Belgrad; † 4. September 2018 in Banja Luka) war ein jugoslawischer Boxer, EBU-Europameister und WM-Herausforderer der WBA im Halbmittelgewicht.
Bei den Amateuren war er unter anderem dreifacher Jugoslawischer Meister, zweifacher Balkanmeister, Europameister und Teilnehmer der Olympischen Sommerspiele 1976 in Montreal.

## Amateurkarriere
Beneš begann mit dem Boxen beim Club Sloboda in Tuzla und wechselte mit 16 Jahren zum Club Slavija in Banja Luka, dem er bis zum Ende seiner Amateurkarriere angehörte. Er wurde mehrfacher Bosnischer Landesmeister, sowie 1973, 1974 und 1976 jeweils Jugoslawischer Meister im Weltergewicht. Darüber hinaus war er Viertelfinalist der Mittelmeerspiele 1971 in Izmir und gewann die Balkanmeisterschaften 1973 in Athen und 1976 in Zagreb.
Sein größter Erfolg war der Gewinn der Europameisterschaft 1973 in Belgrad, wobei er jeden seiner Kämpfe gegen Neville Cole, Paul Dobrescu, Ulrich Beyer und Anatoli Kamnew vorzeitig gewinnen konnte. Für diesen Erfolg wurde er von der jugoslawischen Zeitschrift „Sport“ zum Sportler des Jahres gewählt.
Bei der Weltmeisterschaft 1974 in Havanna verlor er im Achtelfinale gegen den späteren Bronzemedaillengewinner Zbigniew Kicka und bei der Europameisterschaft 1975 in Katowice ebenfalls im Achtelfinale gegen Plamen Jankow. Bei den Olympischen Sommerspielen 1976 in Montreal schied er in der Vorrunde gegen den späteren Silbermedaillengewinner Pedro Gamarro aus.
Nach den Olympischen Spielen entschied er sich für einen Wechsel in das Profilager. Seine Amateurbilanz betrug 272 Siege, 16 Niederlagen und 11 Unentschieden.

## Profikarriere
Beneš begann seine Profikarriere beim deutschen Promoter Willy Zeller und bestritt 22 seiner 39 Profikämpfe in Deutschland, Österreich und den Niederlanden. Im September 1978 besiegte er den ehemaligen WBC-Weltmeister Elisha Obed (Kampfbilanz: 70-5) und im November 1978 den zweifachen WBC-Herausforderer Everaldo Azevedo (72-17). Durch einen K.-o.-Sieg gegen Gilbert Cohen (20-2) wurde er am 17. März 1979 in Banja Luka EBU-Europameister im Halbmittelgewicht und verteidigte den Titel jeweils im Herkunftsland seines Herausforderers gegen Andoni Amana (26-0) in Spanien, Adrie Huussen (19-0) in den Niederlanden, Damiano Lassandro (29-4) in Italien und Georges Warusfel (37-8) in Frankreich.
Am 12. Juni 1980 boxte er in Paris um den WBA-Weltmeistertitel im Halbmittelgewicht, verlor jedoch einstimmig nach Punkten gegen den Titelträger Ayub Kalule (33-0). Auch seinen EBU-Titel verlor er am 19. März 1981 in Paris durch eine Punktniederlage an Louis Acariès (29-3). Einen weiteren EBU-Kampf im Halbmittelgewicht verlor er im Oktober 1982 knapp nach Punkten gegen Luigi Minchillo (39-2).
Im Dezember 1983 beendete er seine Karriere nach 37 Kämpfen mit 30 Siegen, bestritt jedoch noch zwei siegreiche Showkämpfe in den Jahren 1991 und 1997, letzteren im Alter von 45 Jahren.

## Sonstiges
Marijan Beneš wurde in der serbischen Hauptstadt Belgrad als Sohn eines Kroaten und einer Serbin geboren, verbrachte seine Kindheit in der bosnischen Stadt Tuzla und lebte seit seinem 16. Lebensjahr im bosnischen Banja Luka. Während der Jugoslawienkriege zog er in die kroatische Hauptstadt Zagreb und in das Dorf Medulin, ehe er 1996 nach Banja Luka zurückkehrte, wo er 2018 im Alter von 67 Jahren starb. Er wurde am 7. September 2018 auf dem Friedhof Sveti Marko in Banja Luka beigesetzt.